# Isabel (historieta)
Isabel (en el francés original Isabelle) es una serie de cómic belga escrita por Franquin, Delporte y Raymond Macherot, y dibujada por Will, para la revista Spirou.

## Trayectoria editorial
Creada por un equipo de conocidos colaboradores de la revista, la serie ganó un pequeño pero fiel seguimiento. Las primeras historias fueron escritas por Franquin (famoso por Gaston Lagaffe), Delporte (editor de Spirou y guionista de muchos cómics) y Macherot (creador de Sybilline). Posteriormente, Delporte escribió en solitario la serie en colaboración con Will. Doce álbumes fueron publicados hasta que la serie finalizó tras la muerte de Will en 2000.

## Argumento
La historia gira alrededor de la pequeña niña Isabel (el nombre de la hija de Franquin), que viaja por el mundo de los magos junto con su tío Hermes (un tío abuelo de séptima generación) y la prometida de éste, la bruja buena  Caléndula. Isabel se ve envuelta en montón de aventuras cuando la malvada bruja Kaléndula (que es la bis-bis-bis-etc. abuela de Caléndula) se pone celosa por Hermes. Otras historias ocurren sobre un cuadro mágico, un pueblo volador o una isla flotante.
Las historias tienen un tono poético, aunque mezclado con toneladas de bromas y juegos de palabras, fantasmas que riman, un diamante que habla y la más realista tía de Isabel, cuya mayor preocupación cuando Isabel se mete en una aventura es si va lo suficientemente abrigada, incluso cuando desciende al Hades.

## Personajes
- Isabel, una niña aparentemente normal que en realidad vive historias extraordinarias.
- Hermes, mago y tío de Isabelle.
- Caléndula, una bruja de la que Hermes está enamorado.
- Kaléndula, bruja cruel y abuela de la anterior.
- Chuintufle, un bicho de las tinieblas, con aspecto de lombriz peluda.
- Ursula, la tía de Isabel que hace pasteles y tartas, pero que no está al tanto de las aventuras de Isabel.

## Álbumes
Hay doce álbumes, de los cuales solo dos han aparecido en castellano.
- Los maleficios de Tío Hermes
- El astrágalo de Casiopea